# NGC 5417
NGC 5417 (другие обозначения — UGC 8943, MCG 1-36-15, ZWG 46.39, PGC 49995) — спиральная галактика (Sa) в созвездии Волопас.
Этот объект входит в число перечисленных в оригинальной редакции «Нового общего каталога».